# ГолАЗ АКА-6226
ГолАЗ АКА-6226 «Россиянин» — модель городского сочленённого высокопольного автобуса особо большой вместимости, выпускавшаяся ООО «Голицынский автобусный завод» с 1995 по 2002 годы. Представляет собой четырёхдверный сочленённый автобус, построенный на базе Mercedes-Benz O 405 G с применением некоторых комплектующих российского производства.
Автобусы серии АКА — лицензионные и несут на передней панели трёхлучевую звезду Mercedes-Benz. Они принадлежат к предпоследнему немецкому поколению машин Mercedes-Benz O405 и удовлетворяют нормам экологической чистоты Евро-2. В 1995 году, совместно с фирмой Mercedes-Benz, была разработана и утверждена программа участия в тендере Всемирного банка по поставке автобусов в 14 городов России. Участвуя в 1996 году в этом тендере, Голицынский завод в соперничестве с 25 ведущими автобусостроительными фирмами получил заказ на поставку 160 машин особо большой вместимости в города Омск, Самару и Череповец.

## Технические характеристики
На модели автобусов серии «АКА» устанавливался дизельный рядный шестицилиндровый двигатель Mercedes-Benz OM447hLA. Уникальность этого двигателя заключается прежде всего в технологиях Mercedes-Benz, которые позволяют давать гарантию пробега до капитального ремонта не менее 1 млн км. Горизонтальное расположение двигателя в моторном отсеке позволяет сохранить низкий уровень пола в задней части автобуса. Низкий показатель расхода топлива, большие пробеги между ТО (30-45 тыс. км), малый расход масла позволяют сократить расходы на эксплуатацию автобуса до минимума.
Тормозная система — пневматическая, барабанного типа. Есть ABS. Коробка передач — автоматическая Voith Diwa 854.2.
Три полноразмерных двустворчатых двери обеспечивают беспрепятственный вход и выход пассажиров. Задние двери несколько уже остальных.
Сиденья в салоне — пластиковые полумягкие. Система отопления салона состоит из 7 внутрисалонных отопителей и одного подогревателя.
| Параметр                   | Значение                        |
| -------------------------- | ------------------------------- |
| Шасси                      | Mercedes-Benz O405G             |
| Конфигурация шасси         | с задним расположенем двигателя |
| Ёмкость топливного бака, л | 334                             |

Фотографии автобуса ГолАЗ АКА-6226 «Россиянин»
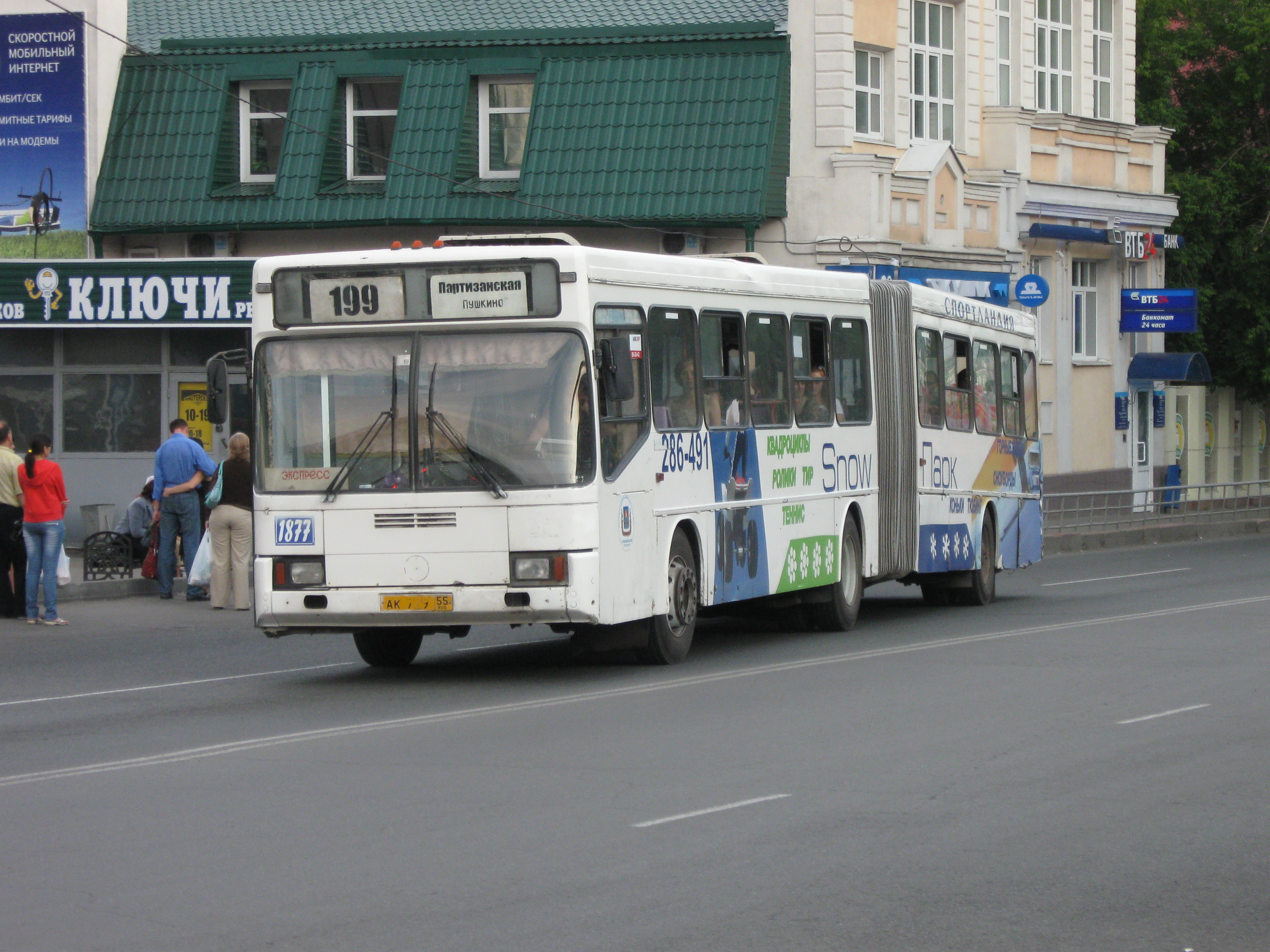
ГолАЗ АКА-6226 в Омске (2009 год)
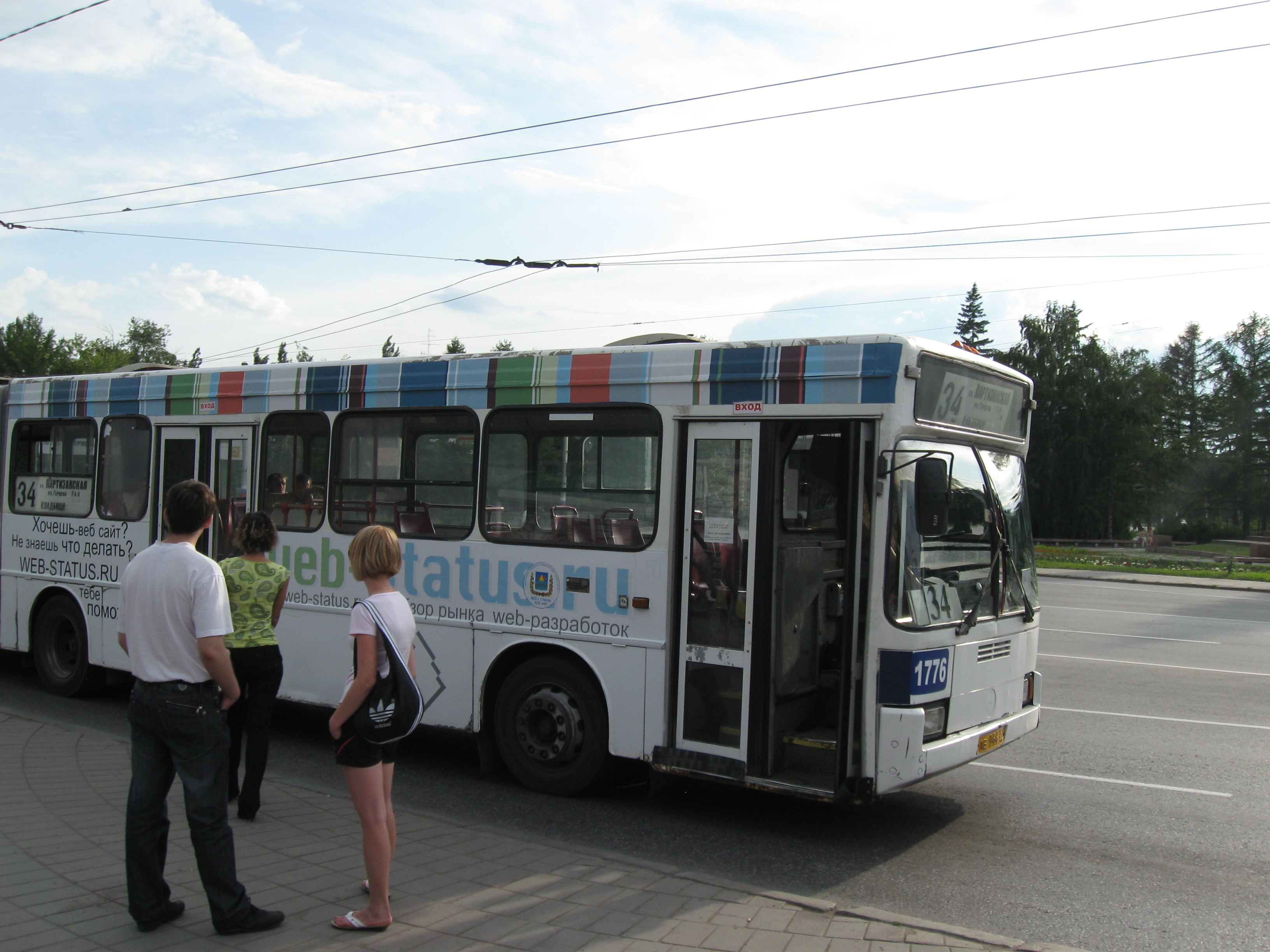
Передняя пассажирская дверь в автобусах часто бывает заблокирована
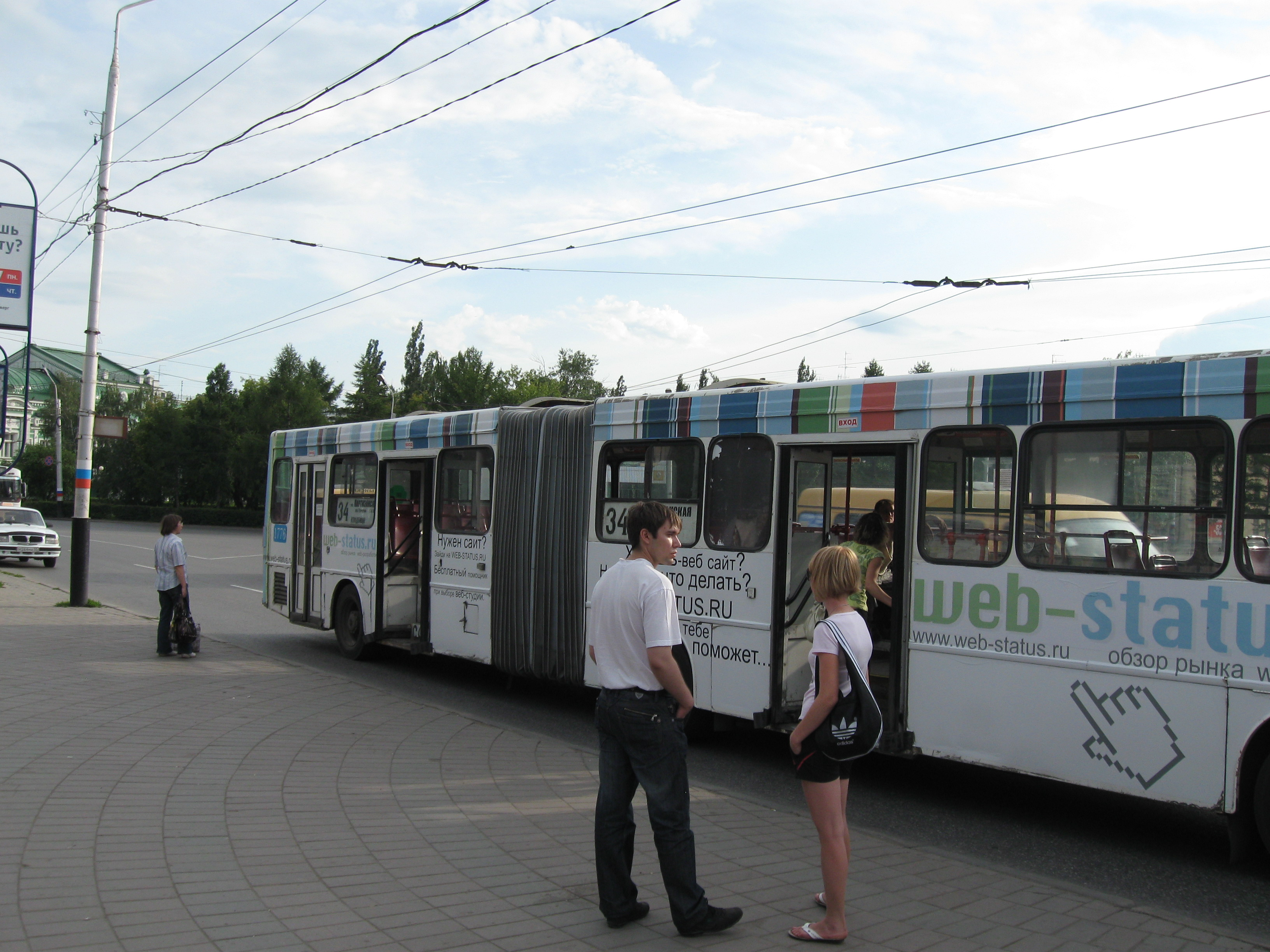
Аналогично для задних дверей
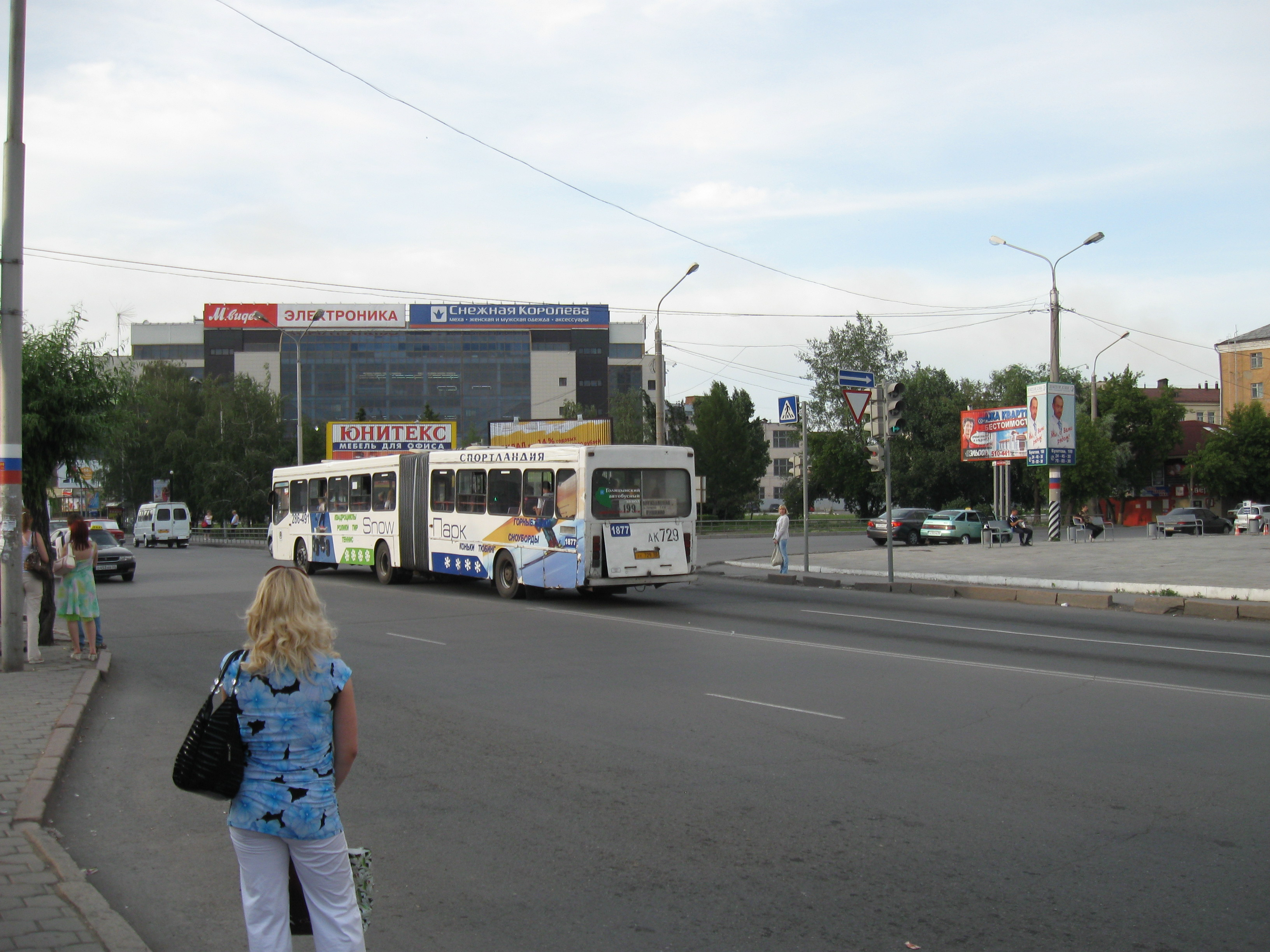
Вид сзади
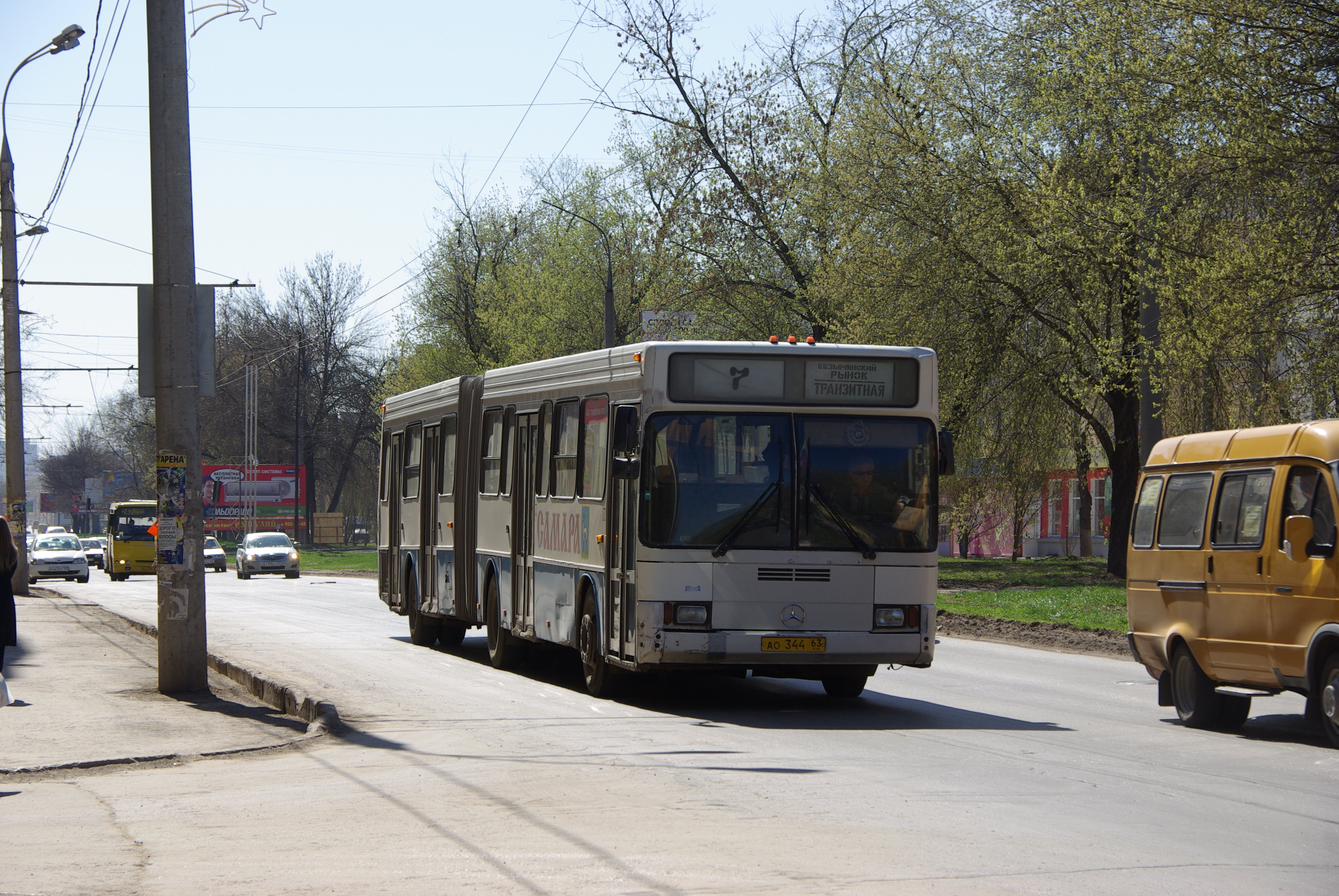
ГолАЗ АКА-6226 в Самаре (2009 год)